# والابی سیاه‌خط
والابی سیاه‌خط (نام علمی: Macropus dorsalis)، کیسه‌داری از تیره درازپایان، سردهٔ درازپاها است که در شرق استرالیا در مناطق تاونزویل کوئینزلند تا نیو ساوت ولز یافت می‌شود. در سیاهه قرمز IUCN، این جانور در وضعیت کمترین نگرانی طبقه‌بندی شده است.